# Marcelyne Claudais
 (mai 2019).
Si vous disposez d'ouvrages ou d'articles de référence ou si vous connaissez des sites web de qualité traitant du thème abordé ici, merci de compléter l'article en donnant les références utiles à sa vérifiabilité et en les liant à la section « Notes et références ».
Marcelyne Claudais, née le 2 février 1939 et morte le 30 juillet 2025 à Montréal au Canada, est une romancière et dramaturge québécoise.

## Biographie
Marcelyne Claudais est née et a grandi dans le quartier populeux du Plateau Mont-Royal à Montréal. Déjà, enfant, son imagination fertile trouve un exutoire dans de multiples jeux de rôles. Au collège, toujours attirée par le théâtre, elle étudie entre autres choses, l’art dramatique.
Pour gagner sa vie, elle est tout d’abord rédactrice-pigiste. Ce transfert vers l’écriture la mène à écrire pour elle-même. Ses premiers textes reflètent l’intérêt de son enfance pour les mises en situation et le dialogue entre un ou plusieurs personnages. Elle écrit des monologues et quelques pièces de théâtre qui à ce jour n’ont jamais été publiés.
Elle publie un premier roman à 44 ans. Celui-ci serait passé inaperçu s’il n’avait reçu une aide inattendue de la part de la chanteuse québécoise Ginette Reno qui a dit en ondes lors d’une entrevue radiophonique à CKAC que le roman Un jour la jument va parler était « le meilleur roman que j’ai lu de ma vie ».
Du coup, le livre se vend à plus de 10 000 exemplaires. Ce premier roman fourni à Marcelyne Claudais des inconditionnels qui accueilleront chacun des romans qu’elle écrira à raison d’un par deux ans.
Marcelyne Claudais a eu, depuis la publication de ses romans, plusieurs occasions de rencontrer son public. Elle donne des conférences un peu partout au Québec et participe à des salons du livre.
Elle est membre de l’Association des auteurs de la Montérégie et de l’Union des écrivaines et écrivains québécois (UNEQ).
Elle meurt le 30 juillet 2025.